# 381
381 је била проста година.

## Догађаји
- Цар Грацијан премешта престоницу у Медиоланум (данашњи Милано). Због својих хришћанских уверења, елиминише титулу Понтифекс Максимус као царског титулара. Грацијан такође одбија да носи одору, вређајући паганске аристократе Рима.
- Галски град Куларо преименован је у Грацијанополис (касније Гренобл), у част Грацијана који је основао епископију.
- Визиготски поглавар Атанарик постаје први страни краљ који је посетио источноримску престоницу Константинопољ. Преговара о мировном споразуму са царем Теодосијем I којим његов народ постаје феедерати као „једно тело унутар царске војске“. Атанарик умире 2 недеље касније након 18-годишње владавине у којој је био неспорни краљ свих Гота само годину дана. Мир ће трајати до Теодосијеве смрти 395. године.
- Скири заједно са Хунима нападају дуж доње подунавске границе Римског царства.
- Аквилејски сабор: Амброзије Милански и сабор свргавају аријанске епископе Паладија из Рацијарије и Секундијана из Сингидунума.
- Флавијан Антиохијски наслеђује Мелетија на трону патријарха Антиохије.
- Тимотеј Александријски наслеђује Петра II на трону патријарха Александрије.
- Нектарије наслеђује Григорија Назијанзина на трону патријарха Цариграда.
- Свети Јован Златоусти постаје ђакон.

- Мај-јул - Други васељенски сабор у Цариграду. Цар Теодосије I је сазвао сабор да би потврдио и проширио Никејски символ вере и осудио аријанизам и аполинаризам.